# Domenico (cognome)
Domenico è un cognome di lingua italiana.

## Varianti
Bechelli, Becheri, Becherini, Becherucci, Bechetti, Bechi, Bechini, Beconi, Becuzzi, Cotta, Cotta Ramusino, Cotti, Cottini, Cottino, Cozzi, De Domenico, De Dominici, De Dominicis, De Dominis, Dell'Ominut, Di Domenico, Domenegati, Domenegatti, Domeneghetti, Domeneghi, Domeneghini, Domenichi, Domenichini, Domenici, Domeniconi, Domenicotti, Domenicozzi, Domina, Domingo, Dominici, Dominicis, Dominioni, Mecco, Mecherini, Meco, Mencacci, Mencarelli, Menchi, Menci, Menco, Menconi, Mencucci, Mencuzzi, Menech, Menega, Menegalli, Menegato, Menegatti, Menegaz, Menegazzi, Meneghel, Meneghelli, Meneghello, Meneghetti, Meneghi, Meneghin, Meneghini, Menego, Menegoi, Menegon, Menegoni, Menegot, Menegozzi, Menegus, Meneguzzi, Menga, Mengacci, Mengaldo, Mengardi, Mengarelli, Mengarini, Menghelli, Menghetti, Menghi, Menghini, Mengo, Mengoi, Mengoni, Mengossi, Mengotti, Mengozzi, Mengucci, Menguzzi, Meni, Menicacci, Menichelli, Menichetti, Menichi, Menichini, Menico, Meniconi, Menicozzi, Menicozzo, Menicucci, Menigati, Menigoni, Menin, Menini, Menis, Menon, Menoni, Menotti, Minco, Mincucci, Mincuzzi, Mingardi, Mingarelli, Mingazzi, Mingazzini, Minghetti, Minghi, Mingo, Mingoni, Mingot, Mingotti, Mingozzi, Minguzzi, Minichiello, Minichini, Minico, Minicucci, Minigo, Minut.

## Origine e diffusione
Il cognome è tipicamente panitaliano.
Potrebbe derivare dal prenome Domenico e dal giorno settimanale della domenica, dal latino Dominus. È semanticamente affine ai cognomi Ciriaco e Cirillo; presenta inoltre affinità con i cognomi Donnini, Donno, Donzelli e Li Donnici.
Le varianti De Domenico, Di Domenico, Minico, Minco e Minicucci sono meridionali; Meneghi, Mengo, Mingazzini e Minigo sono settentrionali; Meni, Menin e Minut sono del Triveneto; Dell'Ominut compare in Carnia; Mingo è emiliano; Bechi, Meco, Mecco e Menico sono toscani; Cotti, Cotta, Cottini e Cottino sono settentrionali, specialmente piemontesi.

## Persone
- Carolina Di Domenico, conduttrice televisiva italiana
- Enzo di Domenico, cantautore italiano
- Luciano Domenico, partigiano italiano
- Pietro di Domenico da Montepulciano, pittore italiano del XV secolo